# ЧСК Пивара
Футбольний клуб ЧСК Пивара або просто ЧСК Пивара (серб. Фудбалски клуб ЧСК Пивара) — професійний сербський футбольний клуб з міст Челарево/Бачка-Паланка. Село Челарево напередодні Другої світової війни носило назву Чеб, тому клуб й має таку назву.

## Історія
Команду було засновано в 1925 році. В 1946 році клуб змінив свою назву на ФК «Раднички» (Челарево) і виступав під нею до 1950 року, коли знову змінив сою назву, цього разу на СК «Подунав'є». По завершенню цього року команда розпочала виступи в першості Нового Саду. В цьому турнірі вони виступали два роки. В 1952 році клуб розпочав виступи в Регіональній лізі Новий Сад. В 1953 році «Подунав'є» та інший футбольний клуб під назвою «Країшник» об'єдналися та утворили «ЧСК». З 1964 по 1967 роки клуб виступав у Першій лізі чемпіонату Воєводини (4-тий рівень чемпіонатів Югославії). Команда знову повернулася до ліги в 1969 році та продовжила виступати в ній протягом трьох наступних сезонів. Протягом наступних сімнадцяти років вони виступали в нижчих регіональних лігах, але в 1989 році повернулися до Першої ліги чемпіонату Воєводини. Команда виступала в ній лише один сезон, але після вильоту з нього вже наступного сезону знову повернулася до Першої ліги Воєводини. В 1993 році клуб приєднався до Третьої ліги, яка мала назву Сербська ліга Півночі. Зрештою, в 1998 році, команді вдалося вийти до Другої ліги чемпіонату ФР Югославії та залишитися в ній на наступні чотири сезони. З 2002 по 2005 роки «ЧСК» виступав у Сербській лізі Воєводина (раніше вона мала назву Північ). В 2005 році команда повернулася до другої ліги, яка тепер мала назву Перша ліга чемпіонату Сербії. Пиво «LAV» (Пиво «Лев») стало головним спонсором «ЧСК», а «Pivara» в перекладі з сербської означає «Броварня». Клуб тісно пов'язаний з «Пивара Челарево» (Carlsberg Сербія), яка є найпопулярнішою та найвідомішою пивною компанією в Сербії.

## Досягнення
- Перша ліга чемпіонату Сербії з футболу
  -  Бронзовий призер (1): 2015/16

- Сербська ліга Воєводина
  -  Чемпіон (1): 2014/15
  -  Бронзовий призер (2): 2011/12, 2013/14

## Статистика виступів у національних чемпіонатах
| Сезон   | Рівень | Ліга                    | Місце | Іг | В  | Н  | П  | ЗМ | ПМ | РМ  | О  | Примітки          |
| ------- | ------ | ----------------------- | ----- | -- | -- | -- | -- | -- | -- | --- | -- | ----------------- |
| 2010/11 | 3      | Сербська ліга Воєводина | 6     | 30 | 13 | 9  | 8  | 49 | 33 | +16 | 48 | Не кваліфікувався |
| 2011/12 | 3      | Сербська ліга Воєводина | 3     | 28 | 12 | 7  | 9  | 34 | 34 | 0   | 43 | Не кваліфікувався |
| 2012/13 | 3      | Сербська ліга Воєводина | 6     | 30 | 12 | 8  | 10 | 32 | 24 | +8  | 44 | Не кваліфікувався |
| 2013/14 | 3      | Сербська ліга Воєводина | 3     | 30 | 14 | 12 | 4  | 50 | 21 | +29 | 54 | Не кваліфікувався |
| 2014/15 | 3      | Сербська ліга Воєводина | 1     | 30 | 24 | 2  | 4  | 67 | 16 | +51 | 74 | Не кваліфікувався |
| 2015/16 | 2      | Перша ліга Сербії       | 3     | 30 | 14 | 6  | 10 | 28 | 19 | +9  | 48 | 1/16 фіналу       |
| 2016/17 | 2      | Перша ліга Сербії       | -     | -  | -  | -  | -  | -  | -  | -   | -  | -                 |

## Склад команди
Станом на 19 червня 2016
| №  | Поз. | Нац.       | Гравець            |
| -- | ---- | ---------- | ------------------ |
| 1  | ВР   | Чорногорія | Борис Боович       |
| 2  | ЗХ   | Сербія     | Мирослав Джекич    |
| 3  | ЗХ   | Сербія     | Углєша Євич        |
| 4  | ПЗ   | Сербія     | Борис Варга        |
| 5  | ЗХ   | Сербія     | Боян Кременович    |
| 6  | ЗХ   | Сербія     | Слободан Лалич     |
| 7  | НП   | Сербія     | Алекса Вукоманович |
| 8  | ПЗ   | Сербія     | Алекса Мияйлович   |
| 9  | НП   | Сербія     | Срджан Матич       |
| 10 | ПЗ   | Сербія     | Петар Танасич      |
| 11 | ПЗ   | Сербія     | Вукан Вуйошевич    |
| 12 | ЗХ   | Сербія     | Петар Мудреша      |

| №  | Поз. | Нац.       | Гравець             |
| -- | ---- | ---------- | ------------------- |
| 13 | ПЗ   | Сербія     | Філіп Панкаричан    |
| 14 | ПЗ   | Сербія     | Владимир Степанов   |
| 15 | ПЗ   | Сербія     | Слободан Крстанович |
| 16 | ПЗ   | Сербія     | Деян Митрович       |
| 17 | НП   | Сербія     | Петар Ілич          |
| 18 | ПЗ   | Чорногорія | Саво Гаивода        |
| 21 | ПЗ   | Сербія     | Александар Станич   |
| 26 | НП   | Чорногорія | Младен Вукасович    |
| 30 | ВР   | Сербія     | Неманья Ромич       |
| 33 | ВР   | Сербія     | Мирослав Танкосич   |
| 40 | НП   | Сербія     | Нікола Жакула       |